# Ctenochira bisinuata
Ctenochira bisinuata là một loài tò vò trong họ Ichneumonidae.